# Henry Scott, III duca di Buccleuch
Henry Scott, III duca di Buccleuch (2 settembre 1746 – 11 gennaio 1812) è stato un politico scozzese.

## Biografia

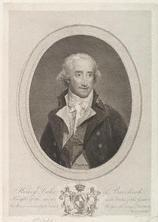
Il duca di Buccleuch in un'incisione di Philip Audinet, 1798.

Henry Scott era il quarto figlio dei cinque nati da Francis Scott, conte di Dalkeith (figlio di Francis Scott, II duca di Buccleuch) e da sua moglie, Caroline Campbell. Egli venne battezzato il 29 settembre 1746 alla chiesa di San Giorgio presso Hanover Square, Londra. Suo padre, Francis Scott morì di vaiolo all'età di 29 anni, appena un anno prima il nonno di Henry, il II duca di Buccleuch. Fu quindi il giovane Henry a dover succedere al nonno come Duca di Buccleuch il 22 aprile 1751, all'età di appena 4 anni.
Educato all'Eton College, per influenza del suo patrigno Charles Townshend, Henry ottenne l'opportunità di viaggiare all'estero con Adam Smith che fu suo tutore dal 1764 al 1766. Il duca rimase amico con Smith per tutta la vita e si ha ragione di credere che il suo pensiero lo influenzò molto.
Buccleuch fu governatore della Royal Bank of Scotland dal 1777 al 1812 e fu anche presidente della Royal Society of Edinburgh dal 1783 al 1812. Nominato Lord Luogotenente di Haddington dal 1794 al 1812, fu anche Lord Luogotenente di Midlothian dal 1794 al 1812. Nel 1778 riuscì a istituire un proprio reggimento di Fencibles.
Il duca di Buccleuch morì al Dalkeith Palace, nel Midlothian, in Scozia, l'11 gennaio 1812, all'età di 65 anni. Venne sepolto nella cripta di famiglia nella Buccleuch Memorial Chapel nella chiesa episcopale di St. Mary a Dalkeith, nel Midlothian.

## Matrimonio e figli
Il 2 maggio 1767, Henry Scott sposò lady Elizabeth Montagu, figlia maggiore di lady Mary Montagu e di George (Brudenell) Montagu, I duca di Montagu. La coppia si sposò a Montagu House, Whitehall, Londra. I nonni di Elizabeth erano Sir John Montagu, II duca di Montagu e lady Mary Churchill, oltre a Ralph Montagu, I duca di Montagu (prima creazione) ed Elizabeth Wriothesley (figlia di Thomas Wriothesley, IV conte di Southampton). I suoi bisnonni materni erano John Churchill, I duca di Marlborough e lady Sarah Jenyns.
Henry ed Elizabeth ebbero sette figli:
- Elizabeth Scott (m. 29 giugno 1837), sposò Alexander Home, X conte di Home ed ebbe discendenza.[3]
- George Scott, conte di Dalkeith (25 marzo 1768 – 29 maggio 1768)[4]
- Mary Scott (21 maggio 1769 – 21 aprile 1823), sposò James Stopford, III conte di Courtown ebbe discendenza.[3]
- Sir Charles William Henry Montagu Scott, IV duca di Buccleuch e VI duca di Queensberry (24 maggio 1772 – 20 aprile 1819)[4]
- Caroline Scott (6 luglio 1774 – 29 aprile 1854), sposò Charles Douglas, VI marchese di Queensberry ed ebbe discendenza.[3]
- Henry James Montagu-Scott, II barone Montagu di Boughton (16 dicembre 1776 – 30 ottobre 1845)[3]
- Harriet Scott (1º dicembre 1780 – 18 aprile 1833), sposò William Kerr, VI marchese di Lothian ed ebbe discendenza.[3]

## Le origini del cognome Montagu Douglas Scott

### La linea Montagu

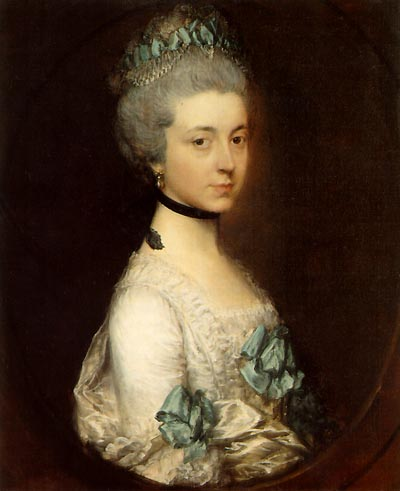
La duchessa di Buccleuch ad opera di Thomas Gainsborough, c. 1767.

Quando Sir John Montagu, II duca di Montagu morì il 5 luglio 1749, le sue proprietà vennero concesse a sua figlia, lady Mary Montagu, la quale aveva sposato Sir George Brudenell, IV conte di Cardigan. La parìa dei Montagu, come gran parte delle parìe inglesi, era limitata unicamente agli eredi maschi, e si estinse pertanto col II duca. Ad ogni modo, dopo dieci giorni dalla morte del II duca, il conte di Cardigan decise di adottare il cognome Montagu per sé e per i suoi due figli, di modo che la casata potesse comunque continuare. Diciassette anni dopo, nel 1766, Giorgio III di Gran Bretagna lo creò dunque Duca di Montagu e Marchese di Monthermer.
Il primo duca della creazione del 1766 morì il 23 maggio 1790 e gli sopravvisse l'unica figlia, Elizabeth, ora duchessa di Buccleuch. Ancora una volta la parìa dei Montagu si estinse. Elizabeth ereditò una parte degli averi dei Montagu tra cui Boughton House nel Weekley, Northamptonshire.Come suo suocero, Elizabeth voleva perpetuare il nome dei Montagu e come tale adottò il cognome Montagu Scott.

### La linea Douglas
William Douglas, IV duca di Queensberry non si sposò mai; quando morì il 23 dicembre 1810 i suoi titoli passarono al suo cugino di secondo grado, sir Henry Montagu Scott, III duca di Buccleuch, col quale era imparentato attraverso la nonna di Henry, lady Jane Douglas. Il duca di Buccleuch dunque decise di aggiungere al suo cognome anche quello del cugino adottato e quindi la famiglia portò il cognome Montagu Douglas Scott che ancora oggi è in uso.

## Ascendenza
|                                           |                                      |                                        | Genitori                                |  |  | Nonni |  |  | Bisnonni                       |  |  | Trisnonni                       |  |
|                                           |                                      |                                        |                                         |  |  |       |  |  | James Scott, conte di Dalkeith |  |  | James Scott, I duca di Monmouth |  |
|                                           |                                      |                                        |                                         |  |  |       |  |  | James Scott, conte di Dalkeith |  |  | James Scott, I duca di Monmouth |  |
|                                           |                                      | Anne Scott, I duchessa di Buccleuch    |                                         |  |  |       |  |  | James Scott, conte di Dalkeith |  |  |                                 |  |
| Francis Scott, II duca di Buccleuch       |                                      |                                        |                                         |  |  |       |  |  | James Scott, conte di Dalkeith |  |  |                                 |  |
|                                           |                                      | lady Henrietta Hyde                    | Laurence Hyde, I conte di Rochester     |  |  |       |  |  |                                |  |  |                                 |  |
|                                           |                                      | lady Henrietta Hyde                    | Laurence Hyde, I conte di Rochester     |  |  |       |  |  |                                |  |  |                                 |  |
|                                           |                                      | lady Henrietta Hyde                    | lady Henrietta Boyle                    |  |  |       |  |  |                                |  |  |                                 |  |
| Francis Scott, conte di Dalkeith          |                                      | lady Henrietta Hyde                    |                                         |  |  |       |  |  |                                |  |  |                                 |  |
|                                           |                                      | James Douglas, II duca di Queensberry  | William Douglas, I duca di Queensberry  |  |  |       |  |  |                                |  |  |                                 |  |
|                                           |                                      | James Douglas, II duca di Queensberry  | William Douglas, I duca di Queensberry  |  |  |       |  |  |                                |  |  |                                 |  |
|                                           |                                      | James Douglas, II duca di Queensberry  | lady Isabel Douglas                     |  |  |       |  |  |                                |  |  |                                 |  |
| lady Jane Douglas                         |                                      | James Douglas, II duca di Queensberry  |                                         |  |  |       |  |  |                                |  |  |                                 |  |
|                                           |                                      | lady Mary Boyle                        | Charles Boyle, III visconte Dungarvan   |  |  |       |  |  |                                |  |  |                                 |  |
|                                           |                                      | lady Mary Boyle                        | Charles Boyle, III visconte Dungarvan   |  |  |       |  |  |                                |  |  |                                 |  |
|                                           |                                      | lady Mary Boyle                        | lady Jane Seymour                       |  |  |       |  |  |                                |  |  |                                 |  |
| Henry Scott, III duca di Buccleuch        |                                      | lady Mary Boyle                        |                                         |  |  |       |  |  |                                |  |  |                                 |  |
|                                           | Archibald Campbell, I duca di Argyll | Archibald Campbell, IX conte di Argyll |                                         |  |  |       |  |  |                                |  |  |                                 |  |
|                                           | Archibald Campbell, I duca di Argyll | Archibald Campbell, IX conte di Argyll |                                         |  |  |       |  |  |                                |  |  |                                 |  |
|                                           | Archibald Campbell, I duca di Argyll | lady Mary Stuart                       |                                         |  |  |       |  |  |                                |  |  |                                 |  |
| John Campbell, II duca di Argyll          | Archibald Campbell, I duca di Argyll |                                        |                                         |  |  |       |  |  |                                |  |  |                                 |  |
|                                           |                                      | Elizabeth Tollemache                   | sir Lionel Tollemache, III baronetto    |  |  |       |  |  |                                |  |  |                                 |  |
|                                           |                                      | Elizabeth Tollemache                   | sir Lionel Tollemache, III baronetto    |  |  |       |  |  |                                |  |  |                                 |  |
|                                           |                                      | Elizabeth Tollemache                   | Elizabeth Murray, II contessa di Dysart |  |  |       |  |  |                                |  |  |                                 |  |
| Caroline Townshend, I baronessa Greenwich |                                      | Elizabeth Tollemache                   |                                         |  |  |       |  |  |                                |  |  |                                 |  |
|                                           |                                      | Thomas Warburton                       | sir George Warburton, I baronetto       |  |  |       |  |  |                                |  |  |                                 |  |
|                                           |                                      | Thomas Warburton                       | sir George Warburton, I baronetto       |  |  |       |  |  |                                |  |  |                                 |  |
|                                           |                                      | Thomas Warburton                       | Diana Bishop                            |  |  |       |  |  |                                |  |  |                                 |  |
| Jane Warburton                            |                                      | Thomas Warburton                       |                                         |  |  |       |  |  |                                |  |  |                                 |  |
|                                           |                                      | Anne Williams                          | sir Robert Williams, II baronetto       |  |  |       |  |  |                                |  |  |                                 |  |
|                                           |                                      | Anne Williams                          | sir Robert Williams, II baronetto       |  |  |       |  |  |                                |  |  |                                 |  |
|                                           |                                      | Anne Williams                          | Jane Glynne                             |  |  |       |  |  |                                |  |  |                                 |  |
|                                           |                                      | Anne Williams                          |                                         |  |  |       |  |  |                                |  |  |                                 |  |